# Randsfjorden

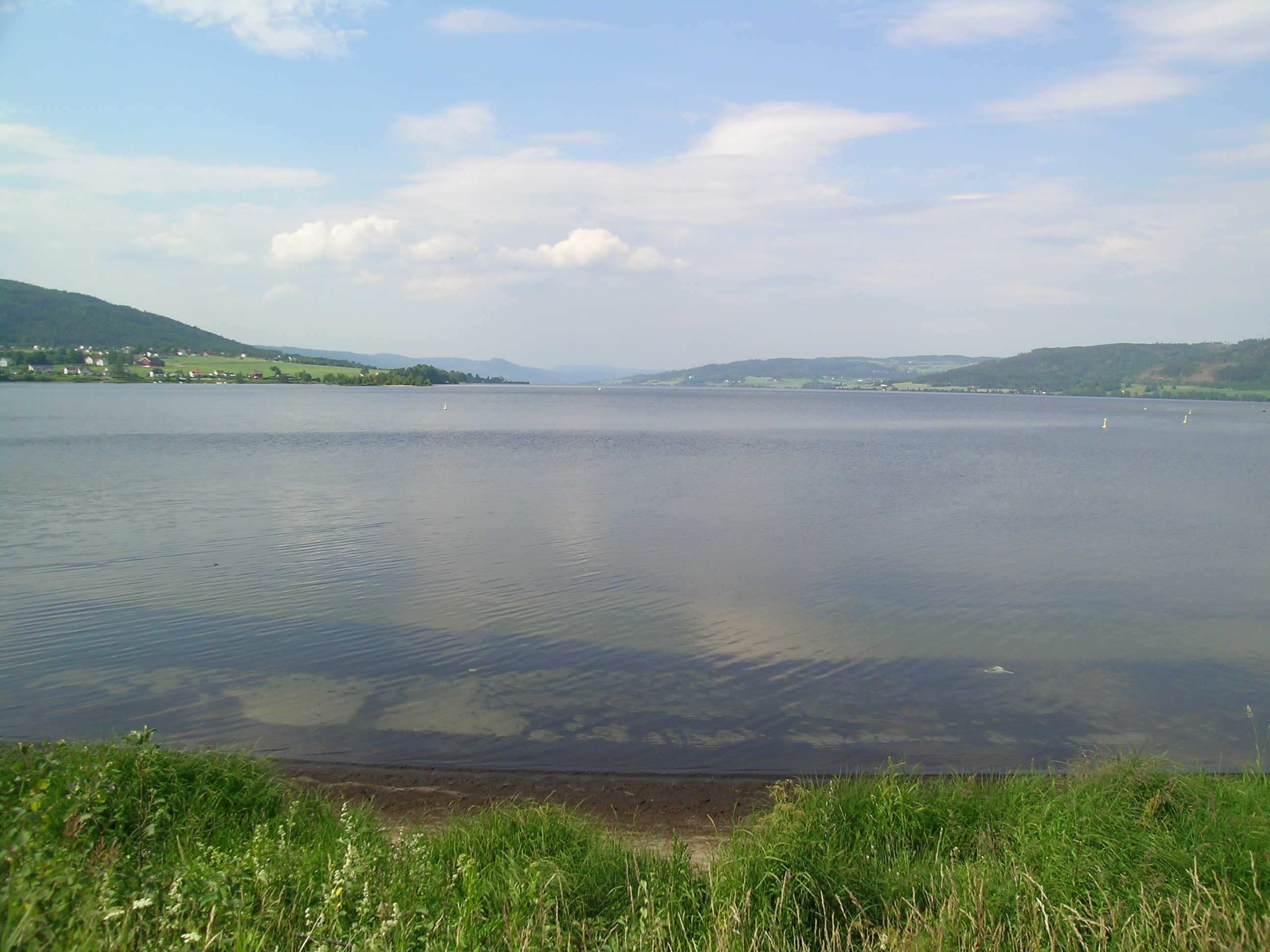
Una vista del lago desde Jevnaker

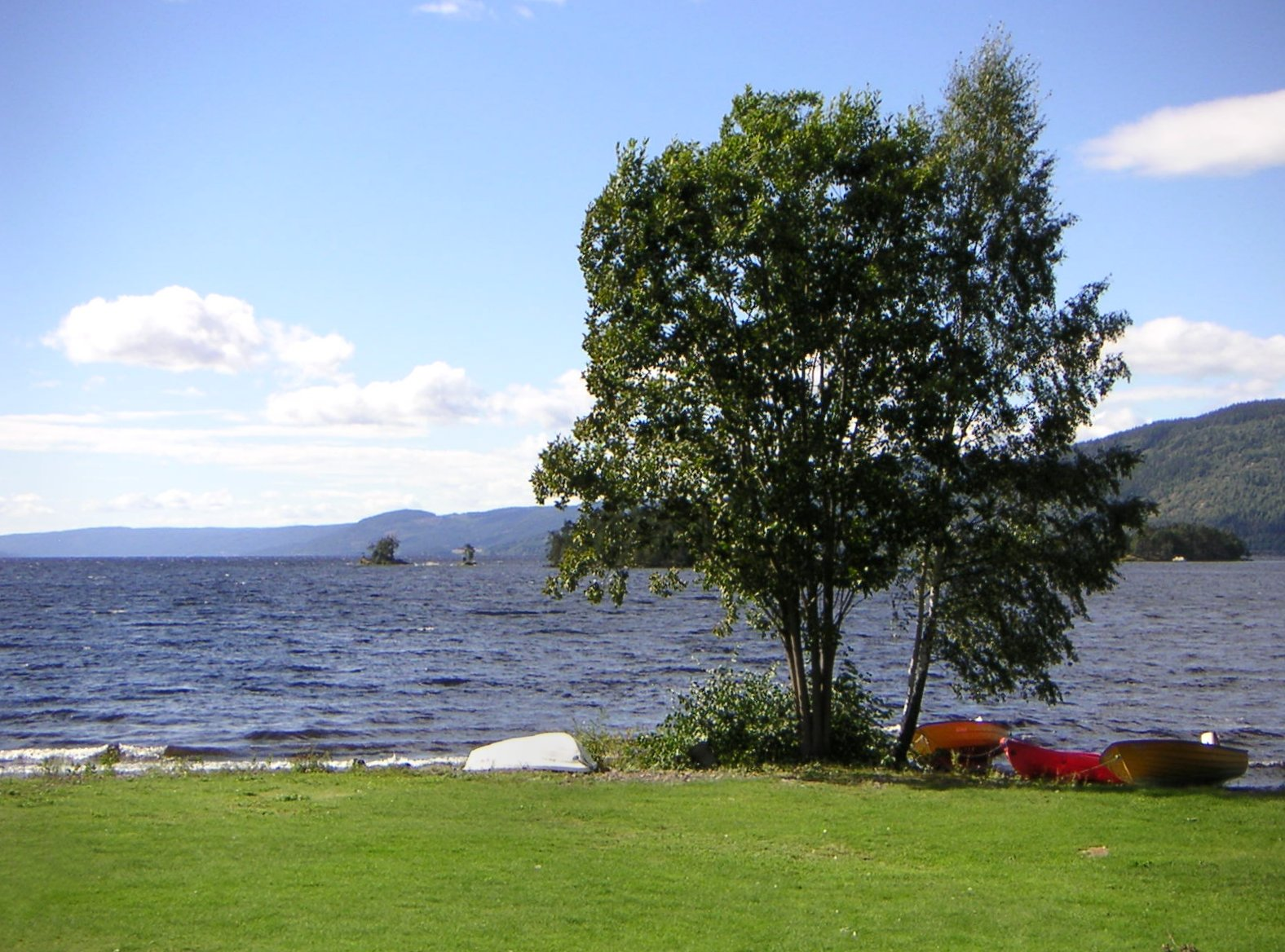
Otra vista del lago

El fiordo de Rand, a veces lago Randsfjorden (en noruego: Randsfjorden) es realmente un importante lago de agua dulce de Noruega, con 139,23 km², el cuarto más extenso del país. El lago está situado a 135 m s. n. m., tiene una profundidad máxima de 120 metros y su volumen se calcula en 7,31 km³. Administrativamente, el lago se encuentra en la provincia de Innlandet y limita con los municipios de Gran, Jevnaker, Nordre Land y Søndre Land en los distritos de Land y Hadeland.
El lago se formó por una profundización glaciar (que refleja su propio nombre), lo que explica su forma alargada y estrecha alineada aproximadamente en dirección norte-sur y que alcanza los 77 km de longitud. El lago es alimentado por varios ríos —siendo los más importantes el Etna y el Dokka— y desagua a través del río Randselva.
Por sus riberas discurren las carreteras RV 245 (Westufer) y RV 34 y RV 240. En época moderna, se han xonstruido muchos campos de golf en el borde del lago. Hay una conexión por ferry para  coches entre Horn, en el lado oriental, y Tangen, en el occidental, que es la última conexión ferry-coche que opera regularmente en un lago interior.
Los ríos Etna y Dokka forman al llegar al lago un amplio delta que está protegido como Reserva Natural Delta del Dokka, designado como sitio Ramsar debido a su gran riqueza biológica y especialmente a la avifauna.

## Historia
El cronista islandés Snorri Sturluson documenta que Halfdan el Negro, padre del primer rey de Noruega, viajó por el lago mientras regresaba a casa de una visita a Hadeland. Viajando a caballo y trineo mientras el lago estaba helado, cayó por el hielo (que había quedado debilitado por el estiércol de ganado después de que se abriera un agujero para abrevar en el lago) y se ahogó.

## Etimología
La forma en nórdico antiguo del nombre era sólo Rönd, derivada de la palabra rönd que significa "franja, borde" (refiriéndose a la forma larga y estrecha del lago). El último elemento -fjorden (la forma definida de fiordo) es una adición posterior, documentada por vez primera en 1691.